# Негативни и позитивни атеизам
Позитивни атеизам је израз којим се уопштено описују ставови атеиста који истинитом сматрају тврдњу да богови не постоје. Негативни атеизам је пак израз који се односи на остале облике нетеизма. Кроз историју се ова разлика описивала и изразом јаки и слаби атеизам где се под јаким атеизмом наводио специфични став да богови не постоје, док слаби атеизам представља тек одсуство веровања у богове, без категоричком одбацивања могућности њиховог постојања.
С обзиром на флексибилност израза бог, сматра се како особа истовремено може бити и јак и слаб атеист, у зависности од схватања шта се сматра божанством. Израз је први 1972. године употребио британски филозоф Ентони Флу, али је популарност стекао тек почетком деведесетих година 20. века захваљујући Јузнет групи alt.atheism.

## Обухват примене
Због флексибилности термина бог, могуће је да је особа позитивни атеиста у смислу разних схватања Бога, а да је негативни атеист у другим погледима. На пример, за Бога класичног теизма се сматра да је једно лично врховно биће које је свезнајуће, свемогуће, свуда присутно и свеблагонаклоно које брине за људе и људске послове. За такво божанство, могуће је да је неко позитивни атеиста (погледати проблем зла), али могуће је бити негативни атеиста у погледу деистичког схватања Бога одбацивајући веровање у истог, али не изричито одбацујући могућност постојања таквог бића.
Према категоризацији филозофа Џорџа Х. Смита у којој атеизам дели на имплицитни и експлицитни, сматра да су термини „позитивни и негативни“ атеизам значајно другачији, зависно од тога да ли особа држи изричити став да божанства не постоје. „Позитивно експлицитни“ атеисти сматрају да је нетачно рећи да божанства постоје. „Негативно експлицитни“ атеисти наводе да не верују у божанства, али не могу рећи да је тачан навод да божанства не постоје. Особе које сматрају да не постоје божанства, али не исказују своје ставове, такође се сврставају у имплицитне атеисте. Између осталих у категорији „имплицитних“ атеиста се нађу и следеће особе: деца и одрасле особе које нису чуле за концепт божанстава; особе које су чуле за божанства, али нису одвојили времена да додатно размисле о овом концепту; као и агностици који обустављају своје веровање у божанства, али га не одбацују. Сви имплицитни атеисти улазе у категорију негативног/слабог атеизма.
Према овој класификацији, неки агностици би ушли у категорију негативних атеиста. Исправност ове категоризације је спорна, те је неки познати атеисти попут Ричарда Докинса избегавају. У својој књизи Илузија о Богу, Докинс описује особе које спадају између категоризације да је „врло“ и „мало“ могуће да божанства постоје као „агностике“, те чува термин „јаки атеиста“ за особе које изричито одбацују постојање божанстава. Себе категоризира као „de facto атеистом“ али не и „јаким атеистом“ по овој скали. У круговима негативног атеизма, филозоф Антони Кени прави разлику између агностика (особе које сматрају да је тврдња „Бог постоји“ непоуздана) и теолошких некогнитивиста (који сматрају да су сва божанства безначајна).

## Друга значења
Жак Мартен већ 1949. користи термине негативни/позитивни атеизам али с другим значењем које се односило на хришћанске апологетике.
Индијски друштвени реформатор, анти-касте активиста, и атеиста Гопараџу Рамачандра Рао (1902-1975, боље познат по свом надимку „Гора“) предложио је филозофију коју је назвао „позитивни атеизам“, која је у својој књизи „Позитивни атеизам“, атеизам третирала као начин живљења.
Атеистичка заједница града Остин (позната по својој енглеској скраћеници ACA [изговара се „еј-си-еј“] за Atheist Community of Austin) користи термин позитивног атеизма на други начин. ACA сматра да је позитивни атеизам покушај приказа позитивног изгледа атеизма и одбацивања лоших стереотипа о атеистима, поготово од стране религијских особа у својим богомољама.